# Знаки поштової оплати України 2002
Знаки поштової оплати України 2002 — перелік поштових марок, введених в обіг Укрпоштою у 2002 році.
З 17 січня по 6 грудня 2002 року було випущено 66 поштових марок, у тому числі 61 пам'ятну (комеморативну) поштову марку, одну стандартну п'ятого випуску (з літерним індексом «C» замість номіналу) і 4 стандартних шостого випуску. Тематика комеморативних марок охопила ювілеї визначних дат, подій, пам'яті видатних діячів культури та інши.
Марки було надруковано державним підприємством «Поліграфічний комбінат „Україна“» (Київ).
Відсортовані за датою введення.

## Список комеморативних марок
| № у каталозі                        | Зображення | Опис та джерело | Номінал                    | Дата введення в обіг   | Тираж     | Дизайн                                           |
| ----------------------------------- | ---------- | --- | -------------------------- | ---------------------- | --------- | ------------------------------------------------ |
| № 422                               |            | Серія «Гетьмани України»: Павло Тетеря | 0,40 гривні                | 17 січня 2002 року     | 300 000   | Юрій Логвин                                      |
| № 423                               |            | Серія «Гетьмани України»: Дем'ян Многогрішний | 0,40 гривні                | 17 січня 2002 року     | 300 000   | Юрій Логвин                                      |
| № 424                               |            | Серія «Гетьмани України»: Іван Брюховецький | 0,40 гривні                | 17 січня 2002 року     | 300 000   | Юрій Логвин                                      |
| № 425 № 426 № 427 № 428             |            | Зчіпка серії «Історія війська в Україні» - Легкий кіннотник скіф - Важкий обладунок воїна-скіфа - Скіфський цар і воїн-молодик - Скіфська «амазонка»                                                                                                 | 0,40 гривні                | 29 січня 2002 року     | 200 000   | Юрій Логвин                                      |
| № 430                               |            | «Легка атлетика» | 0,40 гривні                | 15 лютого 2002 року    | 500 000   | Геннадій Кузнєцов                                |
| № 431                               |            | «Плавання» | 0,40 гривні                | 15 лютого 2002 року    | 500 000   | Геннадій Кузнєцов                                |
| № 432                               |            | «Київська область» | 0,40 гривні                | 18 лютого 2002 року    | 200 000   | Олександр Калмиков                               |
| № 433 № 434                         |            | Зчіпка серії «Суднобудування в Україні» - Фрегат «Сизополь» - Бриг «Персей» | 0,40 гривні                | 22 лютого 2002 року    | 1 000 000 | Валерій Руденко                                  |
| № 435                               |            | «Сучасним українським маркам 10 років» | 0,40 гривні                | 1 березня 2002 року    | 200 000   | Олександр Богомолов                              |
| № 436                               |            | «Леонід Глібов. 175 років з дня народження» | 0,40 гривні                | 4 березня 2002 року    | 200 000   | Василь Василенко                                 |
| № 438                               |            | «Шахи» | 3,50 гривні                | 29 березня 2002 року   | 200 000   | Катерина Штанко                                  |
| № 439 № 440                         |            | Блок «Європа 2002. Національний цирк України» | 1,75 гривні                | 4 квітня 2002 року     | 150 000   | Олександр Богомазов, Олександр Костюченко (фото) |
| № 441                               |            | «Вербна неділя» | 0,40 гривні                | 19 квітня 2002 року    | 500 000   | Валерій Євтушенко                                |
| № 443 № 444 № 445 № 446             |            | Зчіпка «Полоз леопардовий. Elaphe situla» | 0,40 0,70 0,80 2,50 гривні | 25 травня 2002 року    | 200 000   | Геннадій Кузнєцов                                |
| № 447 № 448                         |            | Блок «Оперні театри України» - Донецький академічний державний театр опери та балету ім. А. Б. Солов'яненка - Дніпропетровський державний театр опери та балету                                                                                      | 1,25 гривні                | 31 травня 2002 року    | 100 000   | Оксана Тернавська                                |
| № 449                               |            | «Луганська область» | 0,40 гривні                | 2 червня 2002 року     | 500 000   | Олександр Калмиков                               |
| № 450 № 451                         |            | Зчіпка «Червона книга України» - Баклан довгоносий Phalacrocorax aristotelis - Морська свиня Phocoena phocoena | 0,70 гривні                | 14 червня 2002 року    | 1 000 000 | Геннадій Кузнєцов                                |
| № 452                               |            | «Микола Леонтович (1877—1921)» | 0,40 гривні                | 21 червня 2002 року    | 300 000   | Василь Василенко                                 |
| № 453                               |            | «Чернівецька область» | 0,40 гривні                | 27 червня 2002 року    | 1 000 000 | Олександр Калмиков                               |
| № 455 № 456 № 457 № 458 № 459       |            | Блок «Чорноморський біосферний заповідник» - Кулик сорока. Haematopus ostralegus L - Мартин тонкодзьобий. Larus genei Breme - Півник карликовий. Iris pumila L - Кульон великий. Numenius arquata (L) - Пісочник морський. Charadrius alexandrinus L | 0,50 гривні                | 13 липня 2002 року     | 100 000   | Валерій Руденко                                  |
| № 460 № 461 № 462                   |            | Зчіпка серії «Українські народні казки» - Колобок - Пан Коцький - Курочка Ряба | 0,40 гривні                | 19 липня 2002 року     | 500 000   | Кость Лавро                                      |
| № 463 № 464 № 465                   |            | Зчіпка «Твори Ганни Собачко-Шостак» - Шпаківня. 1963 - Ваза з квітами. 1964 - Ромашки. 1964 | 0,45 гривні                | 9 серпня 2002 року     | 500 000   | Оксана Тернавська                                |
| № 466                               |            | Серія «Україна — космічна держава»: - «Юрій Кондратюк (Олександр Шаргей) 1897—1942» | 0,40 гривні                | 23 серпня 2002 року    | 500 000   | Василь Василенко                                 |
| № 467                               |            | Серія «Україна — космічна держава»: - «Михайло Янгель 1911—1971» | 0,45 гривні                | 23 серпня 2002 року    | 500 000   | Василь Василенко, Оксана Тернавська              |
| № 468                               |            | Серія «Україна — космічна держава»: - «Микола Кибальчич 1853—1881» | 0,50 гривні                | 23 серпня 2002 року    | 300 000   | Оксана Тернавська                                |
| № 469                               |            | Серія «Україна — космічна держава»: - «Сергій Корольов 1907—1966» | 0,70 гривні                | 23 серпня 2002 року    | 300 000   | Оксана Тернавська                                |
| № 471 № 472                         |            | Зчіпка «Спільний випуск „Україна — Казахстан“» - Каспійський тюлень Phoca caspica - Білуга чорноморська Huso huso ponticus | 0,75 гривні                | 6 вересня 2002 року    | 172 000   | Оксана Тернавська, Данияр Мухамеджанов           |
| № 473                               |            | «Одеська область» | 0,45 гривні                | 20 вересня 2002 року   | 500 000   | Олександр Калмиков                               |
| № 474                               |            | «1000 років Хотину» | 0,40 гривні                | 21 вересня 2002 року   | 500 000   | Орест Криворучко                                 |
| № 475                               |            | «VIII Всеукраїнська філателістична виставка „Одесафіл'02“» | 0,45 гривні                | 5 жовтня 2002 року     | 300 000   | Наталія Михайличенко                             |
| № 476                               |            | «Черкаська область» | 0,45 гривні                | 9 жовтня 2002 року     | 500 000   | Олександр Калмиков                               |
| № 477                               |            | «Сумська область» | 0,45 гривні                | 21 жовтня 2002 року    | 500 000   | Олександр Калмиков                               |
| № 478                               |            | Серія «Київ очима художників»: - «Тарас Шевченко. Аскольдова могила. 1845» | 0,45 гривні                | 15 листопада 2002 року | 500 000   | Оксана Тернавська                                |
| № 479                               |            | Серія «Київ очима художників»: - «Тарас Шевченко. У Києві. 1844» | 0,75 гривні                | 15 листопада 2002 року | 300 000   | Оксана Тернавська                                |
| № 480                               |            | Серія «Київ очима художників»: - «Тарас Шевченко. Костьол Святого Олександра в Києві. 1846» | 0,80 гривні                | 15 листопада 2002 року | 300 000   | Оксана Тернавська                                |
| № 481                               |            | «Щасливого Нового Року!» | 0,45 гривні                | 22 листопада 2002 року | 500 000   | Владислав Єрко                                   |
| № 482 № 483 № 484 № 485 № 486 № 487 |            | Блок «Український народний одяг» - Зчіпка «Український народний одяг. Вінниччина» - Зчіпка «Український народний одяг. Черкащина» - Зчіпка «Український народний одяг. Тернопільщина»                                                                | 0,45 гривні                | 6 грудня 2002 року     | 50 000    | Микола Кочубей                                   |
| № 482 № 483                         |            | Зчіпка «Український народний одяг. Вінниччина» - Покрова - Спас | 0,45 гривні                | 6 грудня 2002 року     | 300 000   | Микола Кочубей                                   |
| № 484 № 485                         |            | Зчіпка «Український народний одяг. Черкащина» - Веснянки-гаївки - Маковій | 0,45 гривні                | 6 грудня 2002 року     | 300 000   | Микола Кочубей                                   |
| № 486 № 487                         |            | Зчіпка «Український народний одяг. Тернопільщина» - Христос Воскрес! - Великдень | 0,45 гривні                | 6 грудня 2002 року     | 300 000   | Микола Кочубей                                   |

## Випуски стандартних марок

### П'ятий випуск стандартних марок (2001—2006)
| № у каталозі | Зображення | Опис та джерело | Номінал  | Дата введення в обіг | Тираж   | Дизайн             |
| ------------ | ---------- | --------------- | -------- | -------------------- | ------- | ------------------ |
| № 454        |            | «Бузок»         | C (0,80) | 5 липня 2002 року    | масовий | Олександр Калмиков |

### Шостий випуск стандартних марок (2002—2006)
| № у каталозі | Зображення | Опис та джерело | Номінал     | Дата введення в обіг | Тираж   | Дизайн             |
| ------------ | ---------- | --------------- | ----------- | -------------------- | ------- | ------------------ |
| № 429        |            | «Барвінок»      | 0,05 гривні | 1 лютого 2002 року   | масовий | Олександр Калмиков |
| № 437        |            | «Мальви»        | 0,10 гривні | 26 лютого 2002 року  | масовий | Олександр Калмиков |
| № 442        |            | «Чорнобривці»   | 0,30 гривні | 1 червня 2002 року   | масовий | Олександр Калмиков |
| № 470        |            | «Волошки»       | 0,45 гривні | 18 вересня 2002 року | масовий | Олександр Калмиков |